# Bokkura

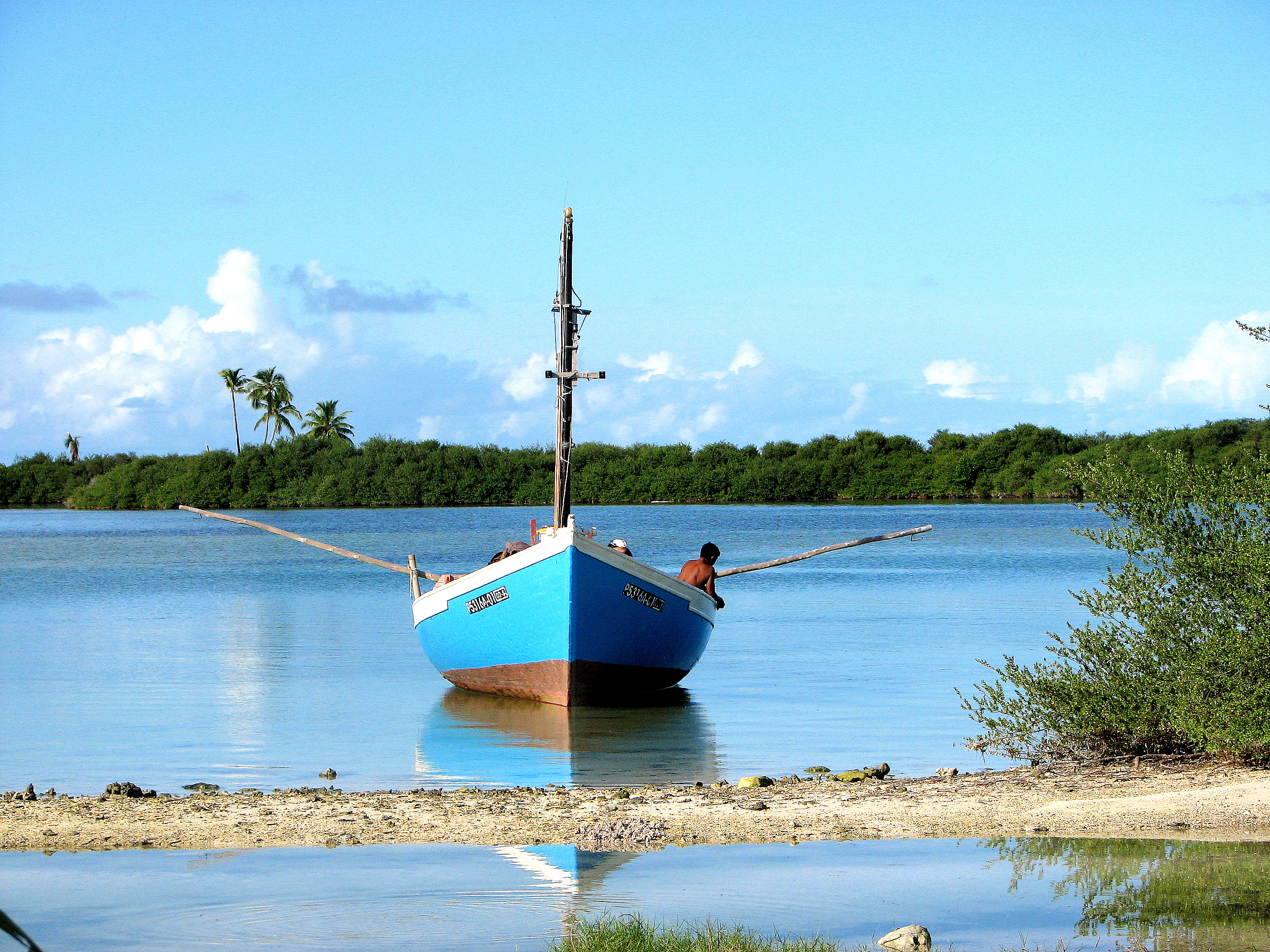
Bokkura à Malé, les rames sont bienn visibles.

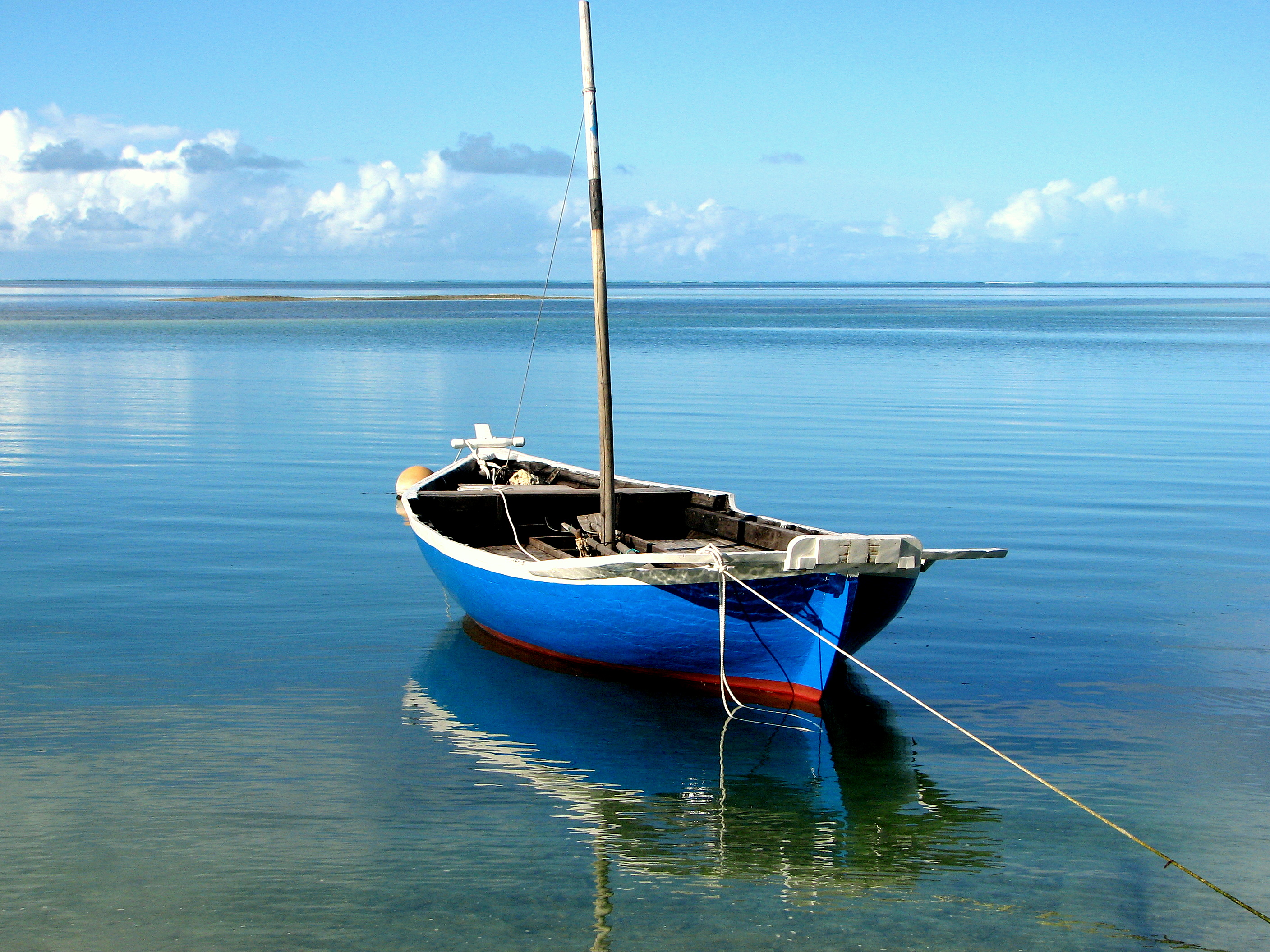
Bokkura à Malé.

Un bokkura est le plus petit type de bateau à rames et plus rarement à voile, couramment utilisé aux Maldives pour la pêche et le transport sur de courtes distances. 

## Description
Il a de légères similitudes avec un dhoni, mais il est de taille plus petite, d'une capacité que deux ou trois personnes, rarement équipés de voiles latines. 
Un bokkura possède généralement un ensemble de rames et était traditionnellement utilisé pour la pêche près des récifs ou pour faire la navette entre la côte et des bateaux de pêche ou de commerce ancrés avant l’arrivée de jetées aux Maldives.  

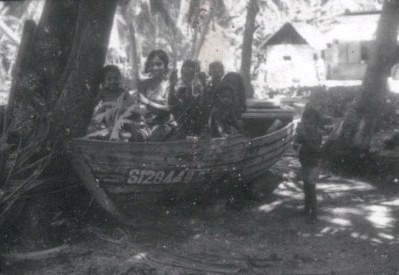
Enfants jouant sur un bokkura (Fua Mulaku)